# 趙栱
鄆王趙栱（1110年—1112年），宋朝宗室。
宋朝第八代皇帝宋徽宗赵佶的第十六子，生母不详，大观四年（1110年）十月出生，政和元年（1111年）正月賜名趙栱，授淮康軍節度使、檢校太尉，封定國公。政和二年（1112年）三月，薨逝。贈太師、尚書令、兼中書令，追封儀王，谥号沖懿。